# 封抽
封 抽（ほう ちゅう、生没年不詳）は、五胡十六国時代の人物。本貫は渤海郡蓨県。西晋の東夷校尉封釈の子。

## 生涯
西晋に仕え、幽州参軍に任じられていた。
永嘉5年（311年）12月、父の封釈の喪のために、兄の冀州主簿封悛とともに、鮮卑慕容部の大人慕容廆の元へやってきた。慕容廆は封抽らを見て、千斤の犍（去勢した雄牛）の価値があると感嘆した。封抽らは帰路が不通であり、帰ることが出来ないため、留まって慕容廆に仕えることにした。封抽は長史に任じられた。
建興元年（313年）、游邃・逄羨・西方虔・宋奭・裴開とともに股肱に任じられ、その後、東夷校尉に任じられた。
咸和6年（331年）9月、慕容廆の使者として、遼東相韓矯ら30余人とともに東晋の太尉陶侃の元へ上奏文を届けた。慕容廆を大将軍に任じ、燕王に封じるようにとの請願であった。陶侃は返書を送り、この請願を東晋朝廷の議題に上げる事を約束したが、朝廷は議決しなかった。
咸和8年（333年）10月、征虜将軍慕容仁が鮮卑慕容部の大人慕容皝に反乱を起こした。遼東は慕容仁の支配下となり、封抽は韓矯・東夷護軍乙逸らと城を捨てて逃走した。
咸康4年（338年）5月、後趙の天王石虎は、前燕国内に使者を放ち、誘降を促した。東夷校尉封抽・護軍将軍宋晃・成周内史崔燾・武原県令常覇・居就県令游泓らが応じ、後趙は36城を手に入れた。
燕王慕容皝は軍を遣わし、後趙に応じた諸城を攻めて、全て攻略した。敗れた封抽は、宋晃・游泓とともに高句麗へ逃走した。
高句麗の4世紀以降の国家発展に無視できない役割を果たした中国人の高句麗流入者であり、高句麗に新文化をもたらし、国政の整備と軍備拡張と積極的な外交政策を進めた。

## 家系

### 父
- 封釈

### 兄
- 封𢚂
- 封悛

### 子
- 封裕

### 従子
- 封放
- 封奕